# 太平洋海岸號列車

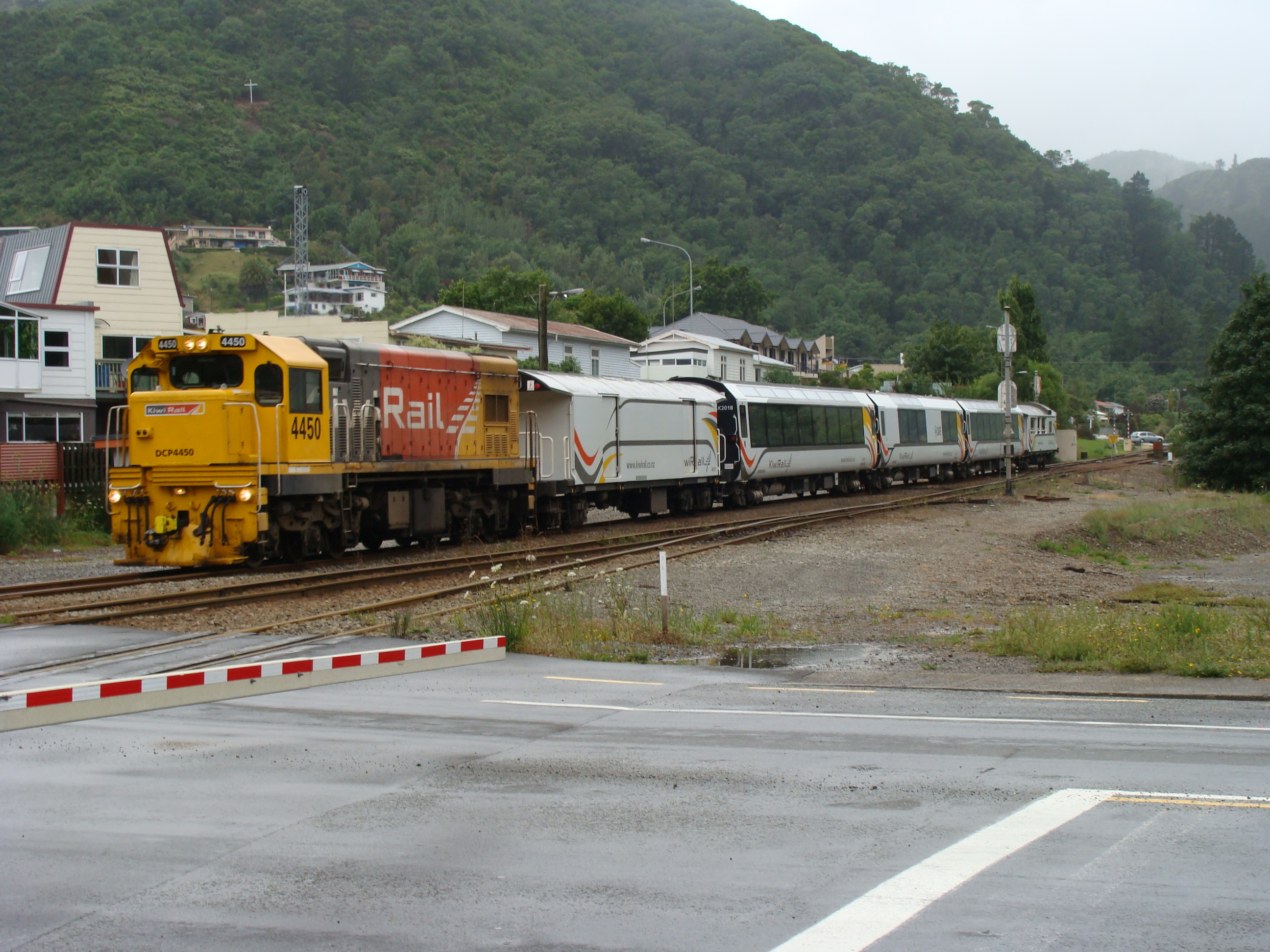
一列太平洋海岸號列車到達皮克頓

太平洋海岸號（英語：Coastal Pacific）是一條來往於紐西蘭南島的皮克頓和基督城之間的長途旅客列車，由KiwiRail旗下的The Great Journeys of New Zealand營運。此列車服務於2000年5月至2011年2月曾稱為TranzCoastal，但2011年基督城地震令列車服務暫停，及後以原先的名稱Coastal Pacific於2011年8月15日重新投入服務。至2013年起，列車改以季節性營運，只於9月至4月的旅遊旺季營運。2016年11月14日發生的凱庫拉地震令部分路段因山泥傾瀉而損毀，列車服務因此而暫停。列車於2018年12月1日至2019年4月28日重新提供季節性服務。
列車服務因2019冠狀病毒病疫情於2020年3月23日及2021年12月再次暫停服務，並預計於2022年9月29日重新投入服務。

## 歷史
在铁路主线北段完成后由Culverden快线等线路在该铁路上服务。1945年12月15日皮克顿快线开始运营，为皮克顿和基督城之间提供每日服务。到1946年1月皮克顿快线的班次已经被缩短到一周三次，其知名度和盈利能力都在下降。1956年2月皮克顿快线更换了车厢并增加了班次使得其班次更为频繁。

## 外部連結
- Coastal Pacific